# Binjure

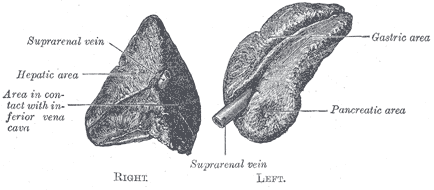
Gray’s Anatomy Fig. 1183: Binjure framifrån.

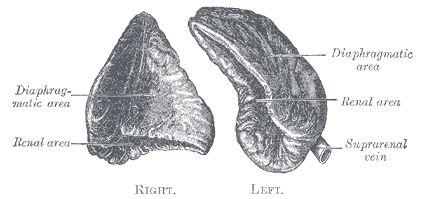
Gray’s Anatomy Fig. 1184: Binjure bakifrån.

Binjurarna (glandulae suprarenales) är organ i kroppen som hos människan sitter precis ovanför njurarna. Binjurarna är endokrina organ, och producerar ett antal viktiga hormoner, bland annat adrenalin och kortisol. En binjure väger normalt omkring 3,5 gram. Den högra binjuren har en trekantig form, medan den vänstra är halvmåneformig.
Sjukdomar i binjuren är relativt ovanliga. Binjurebarkscancer är mycket sällsynt.

## Anatomi och funktion

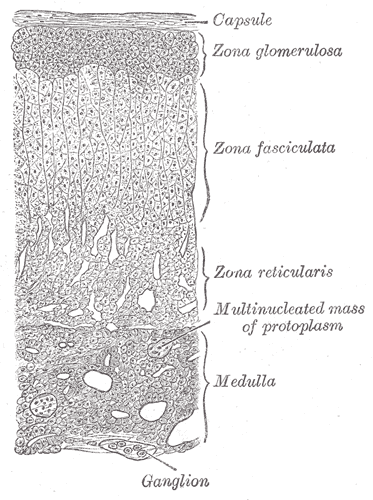
Binjurens olika lager

Binjurarna består av två funktionellt olika delar med olika embryonalt ursprung, barken (cortex), som producerar steroidhormoner och märgen (medulla), som producerar katekolaminer.

### Binjurebarken
Den steroidhormonproducerande barken delas in i tre olika skikt med olika funktion. Dessa skikt är, utifrån och in, zona glomerulosa, zona fasciculata och zona reticularis.
- Zona glomerulosa tillverkar mineralkortikoider, varav den viktigaste är aldosteron, som reglerar blodets natrium/kalium-balans och medverkar i renin-angiotensinsystemet.
- Zona fasciculata producerar glukokortikoider, som kortisol.
- Zona reticularis producerar androgener, framför allt dehydroepiandrosteron (DHEA) och androstendion.

### Binjuremärgen
Binjuremärgens celler har sitt embryonala ursprung i neuralfåran, och dess celler är i princip modifierade nervceller. Detta gör att dessa celler inte kan ta upp energi ur fettsyror, utan måste få det via glukos eller ketonkroppar (vid obehandlad typ 1-diabetes eller långvarig alkoholism).
I binjuren syntetiseras katekolaminerna adrenalin och noradrenalin (kallas i vissa engelsktalande länder för epinefrin och norepinefrin). Dessa hormoner aktiverar kroppens stressystem, och de ökar bland annat hjärtslagsfrekvensen och den metaboliska hastigheten när kroppen utsätts för psykisk och fysisk stress.